# سامان (ساوه)
سامان، روستایی از توابع بخش نوبران در شمال غربی شهرستان ساوه در استان مرکزی ایران است. و در دهستان کوهپایه قرار دارد. آب و هوایش سرد و نیمه خشک است.

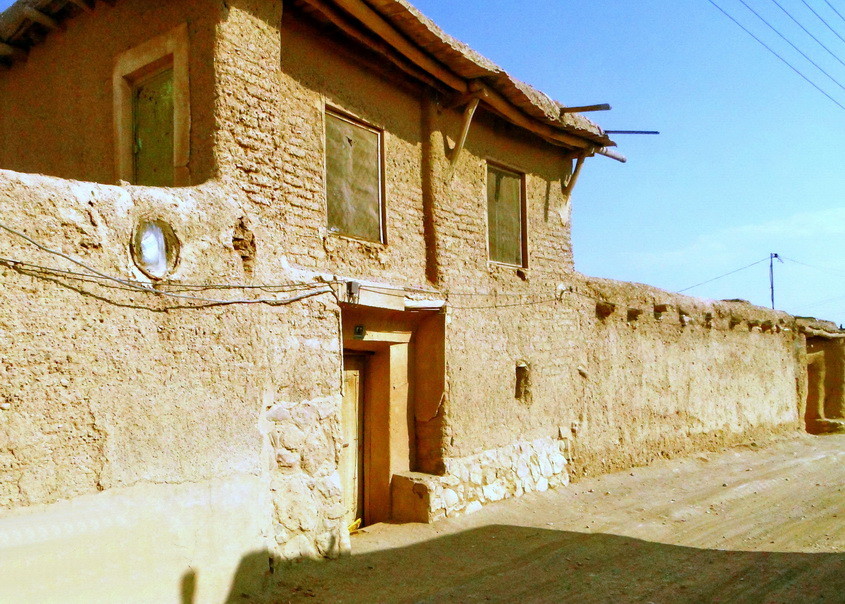
عکس از یکی از خانه‌های کاه گلی قلعه پایین روستای تاریخی سامان

## موقعیت جغرافیایی
روستای سامان در شمال غربی شهرستان ساوه در دامنه جنوبی کوه‌های خرقان، در مجموعه دهستان مزلقان چای و ۱۹ کیلومتری شمال غربی بخش نوبران واقع شده‌است. این روستا دارای آب و هوای متمایل به سرد و نیمه خشک است.
در برخی کتاب‌ها از مجموعه دهستان مزلقان چای، با عنوان مزلقان (مزدگان) چای هم یاد شده، از جمله در کتاب «جغرافیای تاریخی ساوه» آمده‌است که روستای سامان در کنار ۴۷ روستای دیگر دهستان «مزدقن چای» را تشکیل می‌دهند.

اما کوه‌های خرقان، رشته کوه طویلی است که در مسیر شهرستان‌های رزن، قزوین و ساوه از سمت شمال غربی به سوی جنوب شرقی به طول ۱۶۳ کیلومتر و عرض آن بین ۱۰ تا ۲۰ کیلومتر کشیده شده‌است.
این رشته کوه از روستای قره‌بلاغ واقع در دهستان خرقان غربی (شهرستان قزوین) شروع و تا گردنه رنگرز واقع در شمال ساوه ادامه یافته‌است.
در دامنه جنوبی این رشته کوه رودخانه‌هایی همچون: لوئین، کشک‌ور، میمه، سامان، گزل دره، کرفس (با کسر ف)، ومق رود سرچشمه می‌گیرند.

## تاریخچه
«سامان» نامی است که پیرامون شهرهایی همچون اصفهان، شاه‌آباد، شهرکرد و کرمان و حتی نزدیکی هرات افغانستان و بلخ ترکمنستان، بر شهرها و روستاهایی گذاشته شده‌است.
غفاری در کتاب «دیار سامان» که کتابی است با هدف بررسی «نام جای» های این روستا و جغرافیای پیرامونی آن، با توجه به پیوندهای این نام‌ها با زبان دوران پهلوی و نیز نظر به وجود مستنداتی مبنی بر مهاجرت برخی اقوام اشکانی به مرکز ایران، این ایده را مطرح می‌کند که تاریخ روستای سامان به دوران اشکانی بازمی‌گردد، این نکته از آن رو می‌تواند مورد تأیید باشد که در همین کتاب پیرامون تاریخچه سامان آمده‌است: «برخی جغرافی‌نویسان قدیم، از جمله حمدالله مستوفی در بخشی از کتاب (نزهت القلوب سال ۷۴۰ قمری و ۷۱۸ ه‍.ش یعنی ۶۸۰ سال پیش) شرح مختصری از سامان آورده‌اند که حاکی از موقعیت مناسب تاریخی، سیاسی و اقتصادی آن در عصر سلاجقه است. به طوری که در کتاب «نزهت القلوب» آمده‌است: «(سامان) دهی بزرگ است و در حوالی خرقانین (خرقان) هوایش بسردی مایلست و آبش هم از آن کوه و رود سامان پیوسته بساوه رود. حاصلش غله و انگور و اندکی میوه بود. حقوق دیوانش یک هزار و دویست دینار است.»
با استناد به نوشته حمدالله مستوفی در کتاب نزهت القلوب که در اواسط قرن ۸ هجری به نگارش درآمده و وصفی که وی از سامان با تعبیر «دهی است بزرگ…» بکار برده، با توجه به بزرگی جمعیت و سبک زندگی قوام یافته در آن زمان، می‌توان استنباط نمود که پیدایی این روستا به احتمال زیاد به پیش از قرون دوم و سوم هجری شمسی بر می‌گردد، ضمن آن که کشف برخی آثار باستانی مربوط به آن دوران در این منطقه نیز تأییدکننده این دیدگاه است.
نمونهٔ دیگر، نوشته‌ای است از یک جغرافی‌دان معروف و قدیم‌تر، ابن‌فقیه همدانی (قرن سوم هجری یعنی ۱۱۰ سال پیش) که از سامان با همین نام، به عنوان یکی از جایگاه‌های دوران ساسانی نام برده‌است.

در لغتنامه دهخدا نیز تحت عنوان «سامان» و نیز به نقل از «فرهنگ جغرافیایی ایران – جلد اول» پس از ذکر مطلب بالا آمده‌است: «قصبه ایست جزء نوبران شهرستان ساوه واقع در ۲۰ هزار گزی شمال باختر نوبران. هوای آن سرد و دارای ۲۱۵۹ تن سکنه (ذکر نشده که این آمار مربوط به چه سالی است) است. آب آنجا از رودخانه تأمین می‌شود. محصول آن غلات – بن شن، سیب زمینی، انگور، عسل و شغل اهالی زراعت و گله داری و قالیچه و جاجیم بافی و راه آن ماشین رو است.»

روستای کنونی سامان از دو بخش قلعه بالا و قلعه پایین تشکیل شده‌است.

محصولات کشاورزی این روستا در روزگاران قدیم شامل غلات پنبه و انگور می‌شده ولی هم‌اکنون شامل غلات به صورت عمده و محصولات باغی مانند گردو و گندم و بادام و انگور است.
آب کشاورزی از رودخانه سامان که در جوار همین روستا می‌باشد تأمین می‌شود و آب شرب اهالی در قدیم از محل چشمه‌های باینک تأمین می‌شده ولی هم‌اکنون از آب‌های سفرهای زیر زمینی پمپاژ می‌شود.
مقدار مساحت کل پلاک‌های ثبتی روستای سامان در ۲ پلاک ۸۰ اصلی و ۵۳ اصلی بالغ بر ۱۰٬۰۰۰ هکتار می‌باشد که مقدار ۵۷۰۰ هکتار آن مسطح و زیر کشت آبی و دیمی است.
این که برخی در مورد وجه تسمیه روستا، آن را به دو تن از شاهزادگان دوره قاجار به نام‌های یاتان و سامان نسبت می‌دهند، دست کم با توجه به ذکر منابع تاریخی بالا، هیچ مبنای مستند و مبتنی بر واقعیت ندارد.
در جنگ هشت ساله میان ایران و عراق ۴۴ تن از ساکنان این روستا در جبهه‌های جنگ به شهادت رسیدند.
جمعیت روستای سامان طبق سرشماری ۱۳۹۵، بالغ بر ۷۰۰ نفر برآورد شده که نسبت به سرشماری دوره قبل، تقریباً دو برابر شده‌است.

## افراد سرشناس
-ابوالفضل انوری پرچمدار کاروان ایران در بازی‌های المپیک ۱۹۶۸ مکزیکوسیتی و دارنده نخستین مدال برنز سنگین وزین کشتی ایران، دارای مدال برنز در مسابقه‌های جهانی ۱۹۶۶ و ۱۹۶۹ در اوزان ۹۷+ و ۱۰۰+
- علی اکبر غفاری، نویسنده کتاب «دیار سامان»، نخستین کتاب در خصوص جغرافیا و ریشه یابی نام جای‌های روستای سامان و منطقه پیرامون آن
- حمیدرضا انوری، پژوهشگر تاریخ و فرهنگ روستای سامان و از جمله تبارنامه خانواده‌های محترم روستای سامان و نویسنده کتاب «تبارنامه سامان» نشر نماد اندیشه - شهریور ۱۴۰۱
- بهزاد عبدی (متولد فروردین ۱۳۵۲، تهران) آهنگساز ایرانی است. او در سال ۱۳۸۷ جایزه بهترین موسیقی مسابقه ورزش و آواز را برای قطعه «پهلوان» از آکادمی ملی المپیک، و در سال ۱۳۸۸ سیمرغ بلورین جشنواره فیلم فجر را برای موسیقی فیلم «آل» دریافت کرد و در سال ۱۳۹۰ تندیس سرو طلایی بهترین موسیقی پویانمایی را برای «افسانه ماردوش» در جشنواره تلویزیونی جام جم از آن خود کرد.
-حسن حمیدی  قهرمان کشتی آسیا، مربی تیم ملی کشتی و رئیس انجمن کشتی ورزش کارگری

## نگارخانه

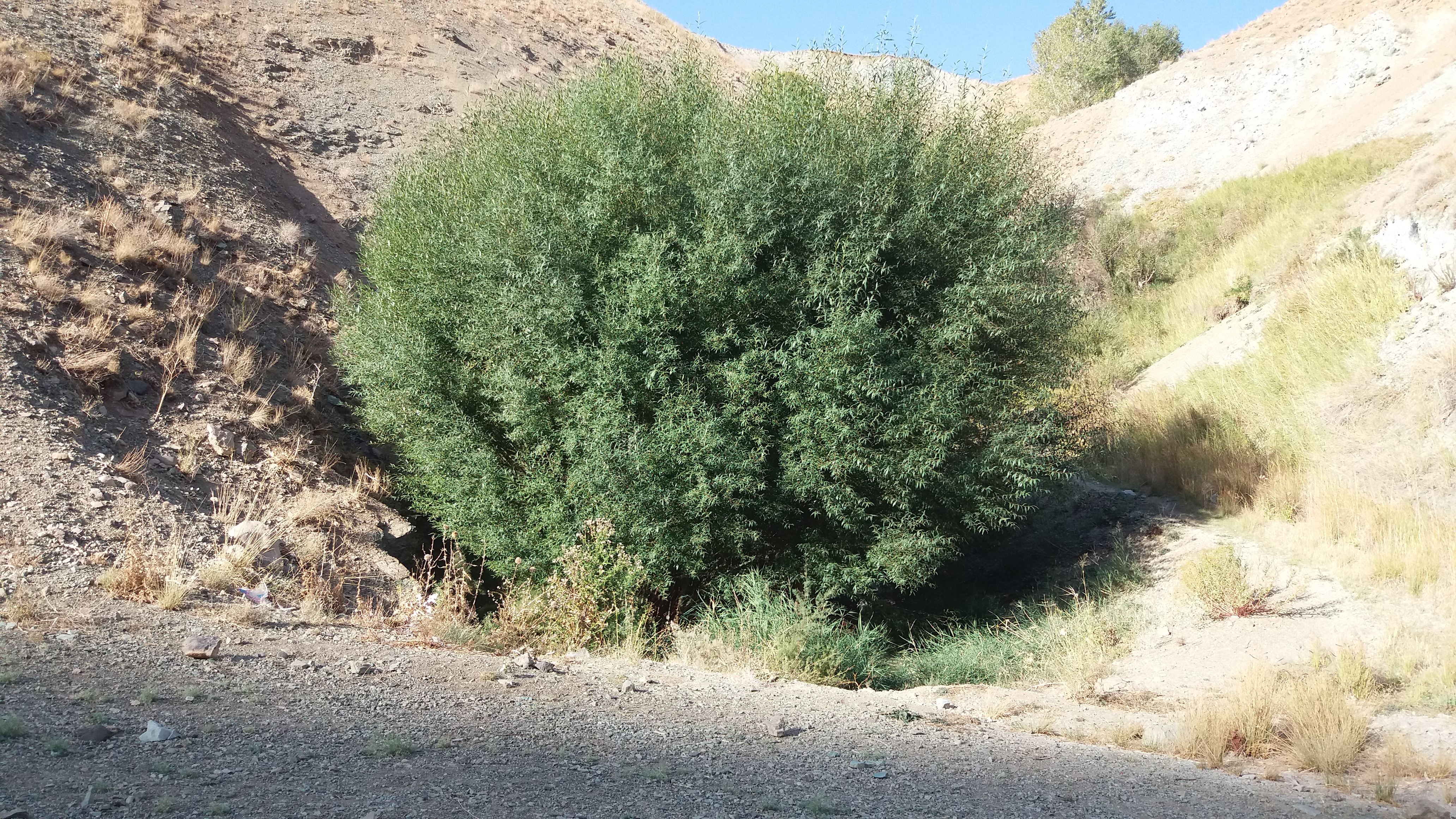
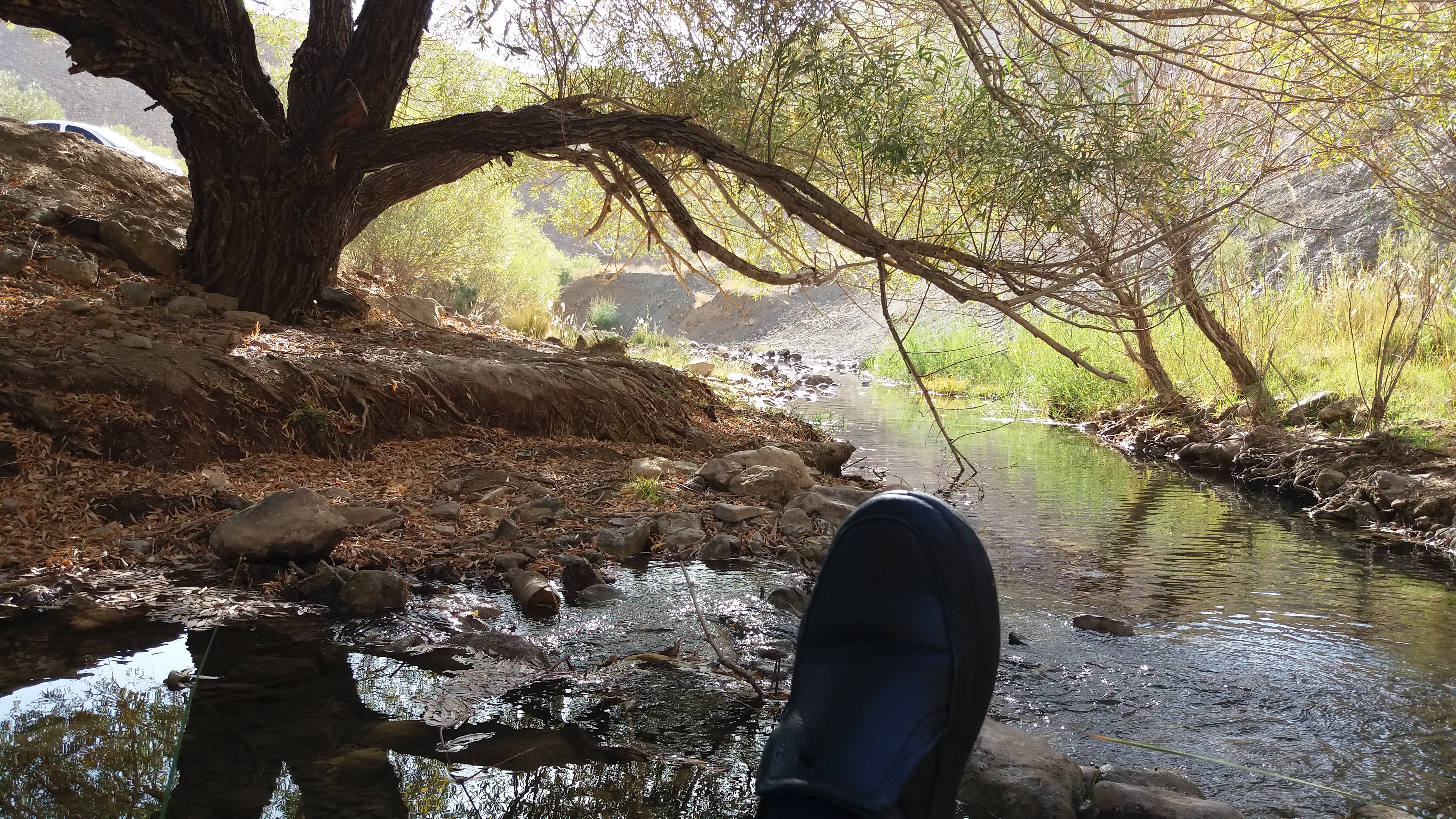
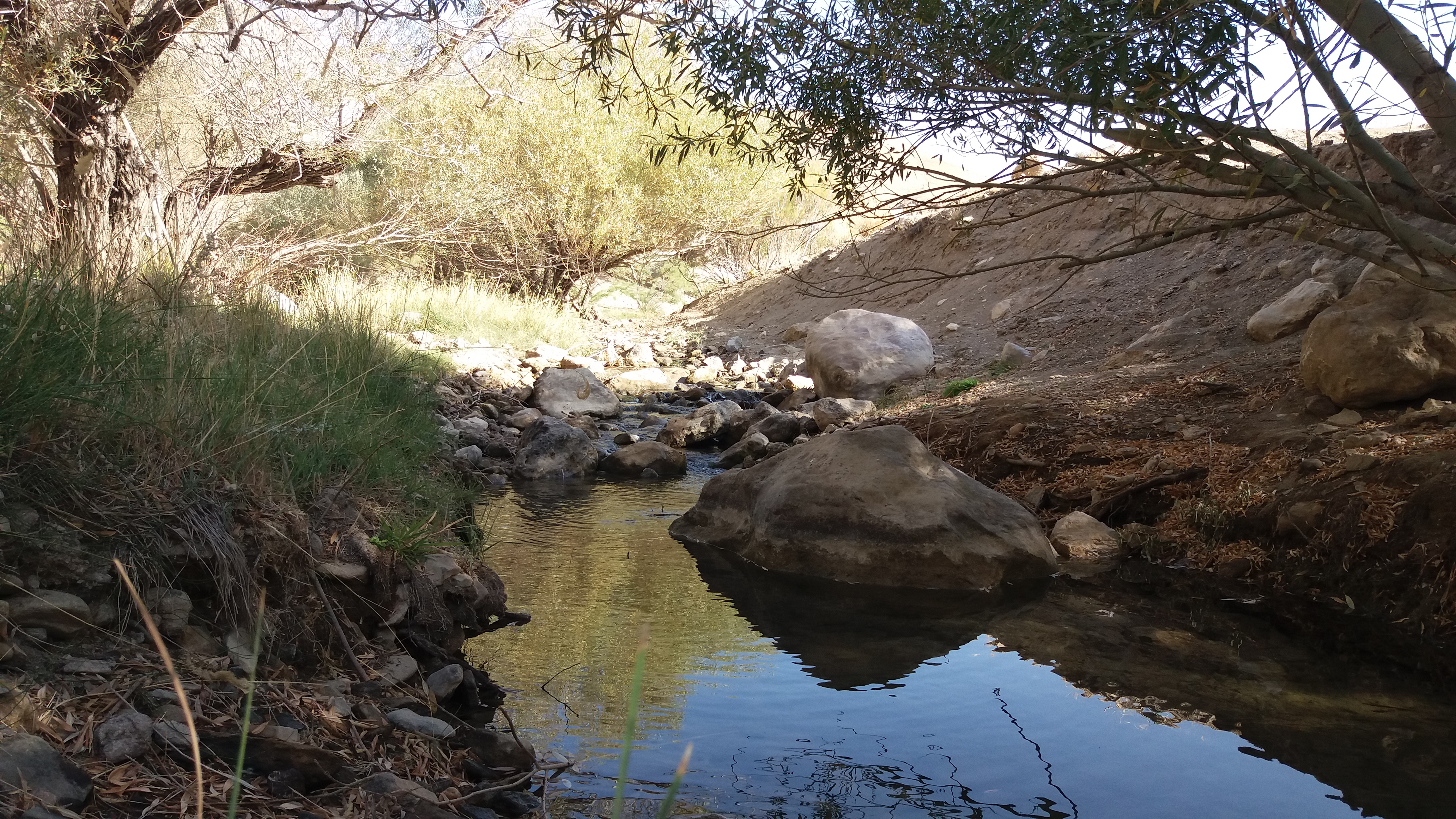
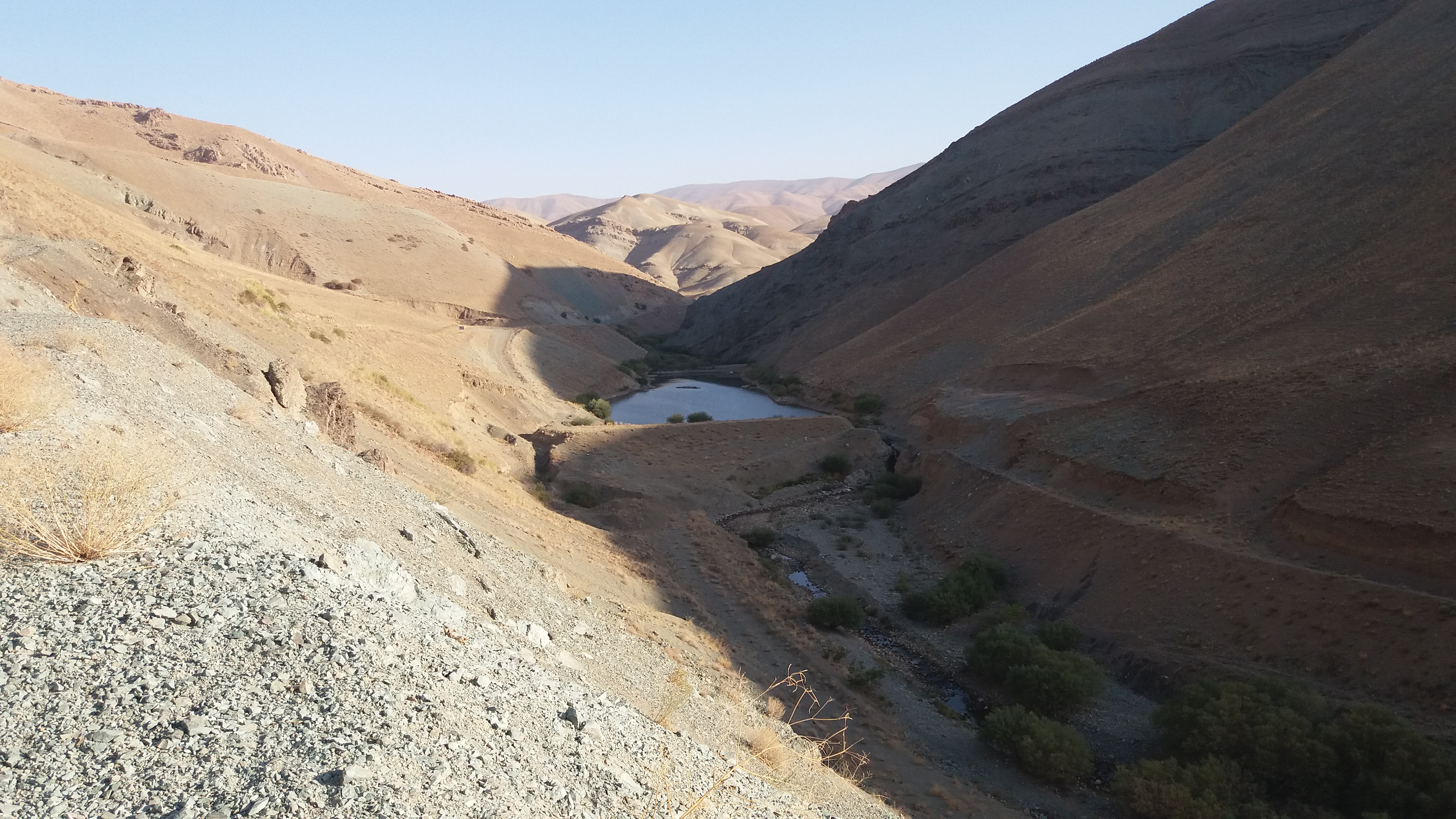